# Jakub Słomiński
Jakub Słomiński (* 2. Januar 1996 in Świecie) ist ein polnischer Boxer.

## Karriere
Słomiński begann 2010 mit dem Boxsport, trainiert in der Boxabteilung des Wda Świecie und wird von Jagoda Karge und Leszek Piotrowski trainiert. Er wurde 2013 und 2014 Polnischer Jugendmeister im Halbfliegengewicht, 2016, 2017 und 2018 Polnischer Meister im Halbfliegengewicht, sowie 2019, 2020, 2021, 2022 und 2023 Polnischer Meister im Fliegengewicht. Beim internationalen und in Polen ausgetragenen Feliks Stamm Tournament gewann er 2016 und 2017 Silber, sowie 2015 und 2019 Bronze.
Seine bisher größten Erfolge waren der Gewinn jeweils einer Bronzemedaille bei der EU-Meisterschaft 2018 in Valladolid, der Europameisterschaft 2022 in Jerewan und beim von World Boxing veranstalteten Weltcup 2025 in Brasilien.
Darüber hinaus war er bisher Teilnehmer der U22-Europameisterschaft 2017 und 2018, der Europameisterschaft 2017, der Europaspiele 2019, der europäischen Olympiaqualifikation 2021, der Weltmeisterschaft 2021, den Europaspielen 2023 und den Europameisterschaften 2024.